# Jacques Tilly
Jacques Tilly (ur. 27 czerwca 1963 w Düsseldorfie) – niemiecki ilustrator, karykaturzysta, popularność zdobył dekorując karnawałowe platformy samochodowe wzbudzającymi kontrowersje rzeźbami.
W latach 1973–1982 do szkoły Comenius w Düsseldorfie, a w latach 1985–1994 studiował na Uniwersytecie w Essen na kierunku Kommunikationsdesign. Od 1983 projektuje i buduje na pojazdach, prezentowanych w czasie parad karnawałowych w Düsseldorfie, rzeźby-karykatury o treściach nawiązujących do bieżących wydarzeń politycznych. Jest członkiem Rady Powierniczej Fundacji Giordano Bruno. W 2024 odznaczony Orderem Zasługi Nadrenii Północnej-Westfalii.

## Prace
Samochody z karykaturami, powstającymi w pracowni Tilliego, cechuje od lat zjadliwa satyra polityczna, dzięki którym düsseldorfski karnawał zyskał rozgłos w Niemczech i na świecie.

## Galeria

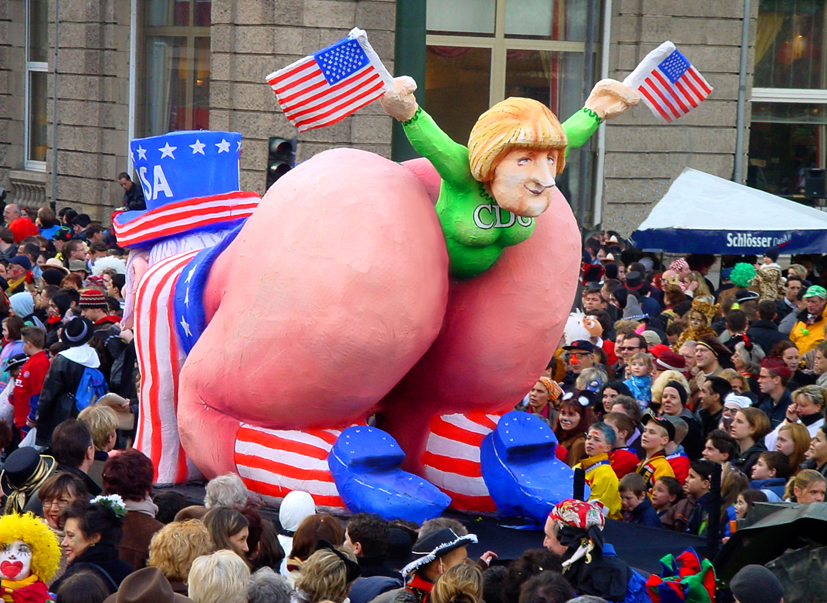
Angela Merkel w Ameryce, 2003
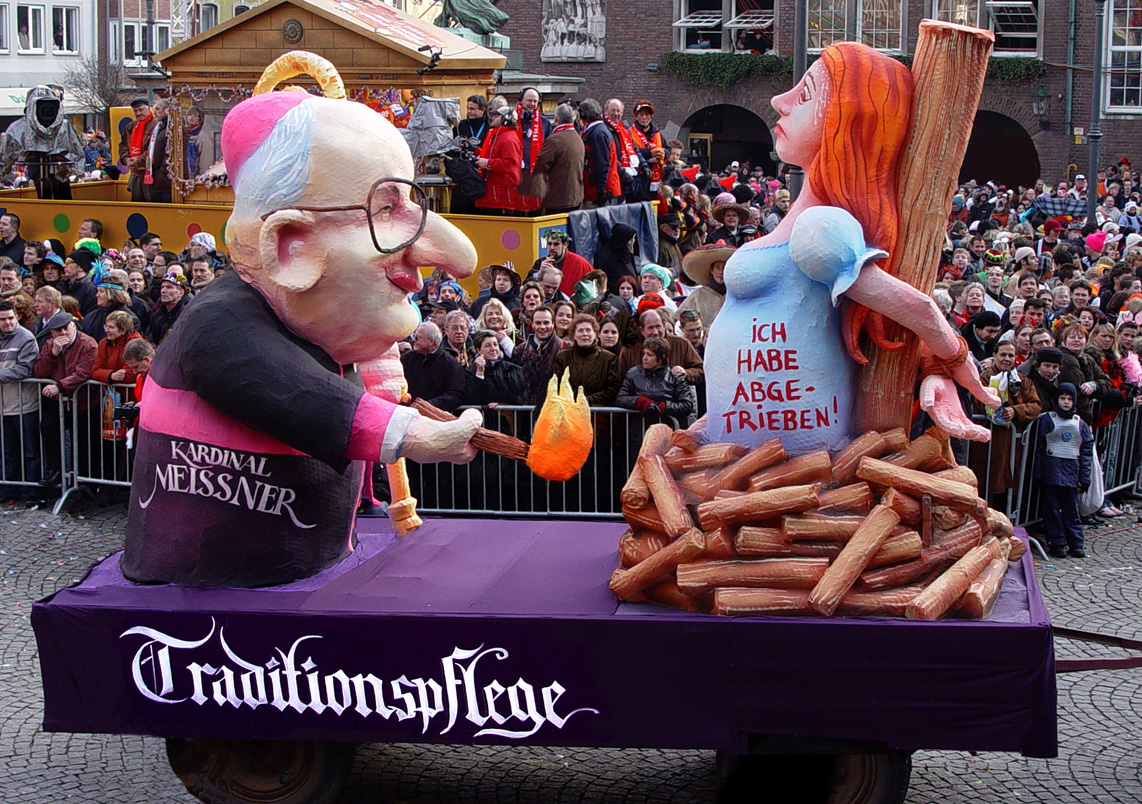
Kardynał Meisner podtrzymuje tradycję, 2005
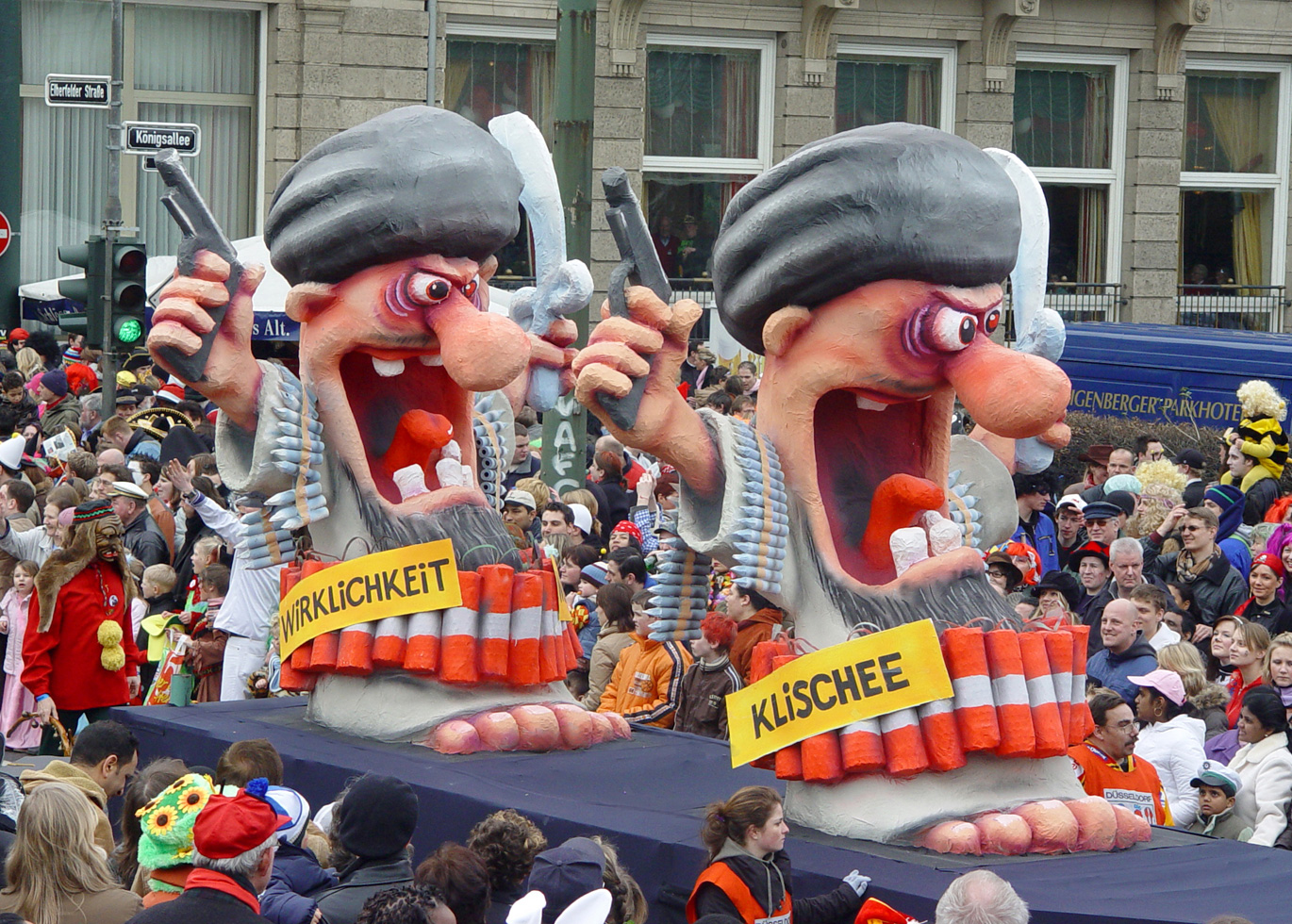
Zamachowiec-samobójca, 2007
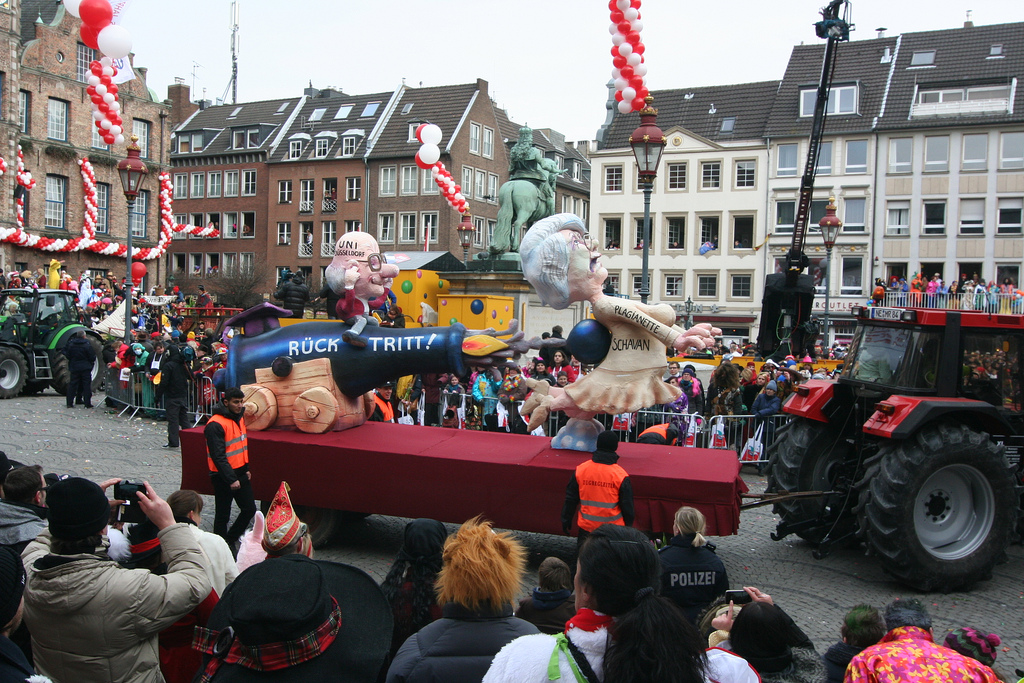
Wycofanie Annette Schavan, 2013
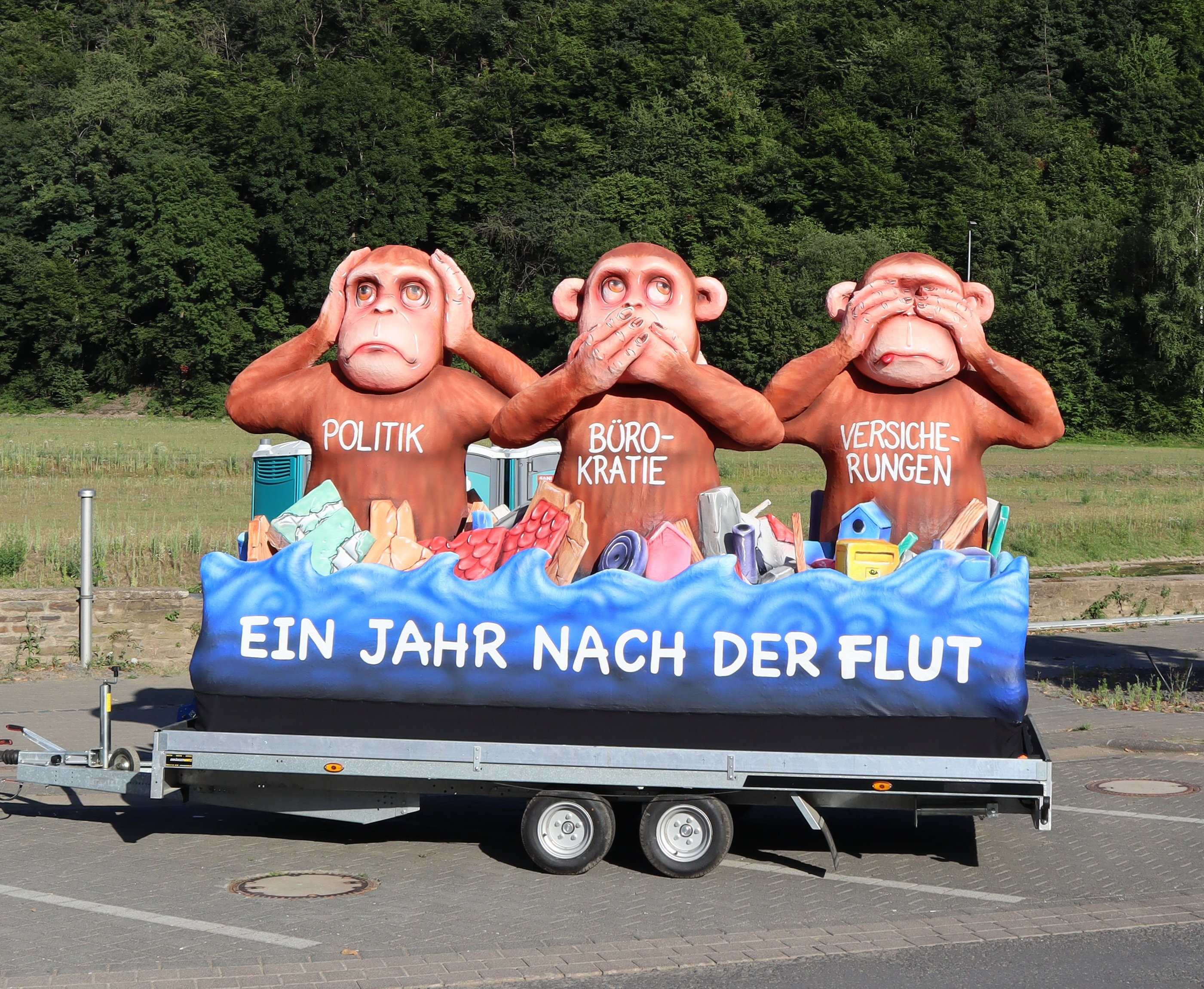
Powódź w Europie, 2021